# Barnebydendron riedelii
Barnebydendron riedelii là một loài thực vật có hoa trong họ Đậu. Loài này được (Tul.) J.H. Kirkbr. mô tả khoa học đầu tiên năm 1999.